# Georg Sava
Georg Sava (* 5. Oktober 1933 in Bukarest; † 19. Juli 2024 in Berlin) war ein rumänisch-deutscher Pianist und Hochschullehrer.

## Leben
Georg Sava studierte im Hauptfach Klavier am städtischen Konservatorium von Târgu Mureș sowie an der Musikakademie Gheorghe Dima in Cluj-Napoca bei György Halmos. Nach Beendigung seines Studiums wurde er dessen Assistent und lehrte ab 1964 als Hochschullehrer im Hauptfach Klavier.
Sein Debüt als Pianist gab er 1957 mit der Staatsphilharmonie Târgu Mureș. In Rumänien gab er zahlreiche Konzerte und spielte Rundfunkaufnahmen ein. Nach seiner Emigration 1977 in die Bundesrepublik Deutschland wirkte er als Gastdozent für Korrepetition an der Hochschule für Musik und Darstellende Kunst Stuttgart und unterrichtete Klavier an der Jugendmusikschule Ludwigsburg. Ab 1979 lehrte er als Gastprofessor an der Hochschule der Künste Berlin, ab 1982 als Professor. 1997 folgte seine Berufung als Professor für Klavier an die Hochschule für Musik „Hanns Eisler“ Berlin als Nachfolger von Dieter Zechlin. Dort hatte er auch nach seinem Eintritt in den Ruhestand von 2002 bis 2012 einen Lehrauftrag inne.
Neben seiner Lehrtätigkeit konzertierte Sava und wirkte außerdem als Juror bei internationalen Klavierwettbewerben.
Zu seinen Schülern zählten zahlreiche Pianisten und Preisträger von Wettbewerben, unter anderem Zsuzsa Balint, Gerlint Böttcher, Sibylle Briner, Sorin Creciun, Emre Elivar, Caroline Fischer, Hélène Grimaud, Cristina Marton, Cecilia Pillado, Hansjacob Staemmler, Majella Stockhausen  und Ji-yeoun You.